# 瀧田敏広
瀧田 敏広（たきた としひろ、1983年7月8日-）は、日本のキーボーディスト、作曲家、編曲家。
身長174cm、体重64kg、血液型A型。愛称は「タッキー」。

## 人物
- 大学入学を機に本格的にピアノ、キーボードを始める。大学在学中より、サポート・ミュージシャン、作曲家、編曲家として活動を始める。
- 2009年に三浦大知『Who’s The Man』ツアーに初参加。現在はバンドマスターを務める。
- 2011年にDJ MASS・吉田博と共に作編曲した西野カナ『Esperanza』は日本レコード大賞優秀作品賞を受賞した。
- DTMソフトはLogic Pro Xを使用している。
- サッカーと格闘技が好き。

## 音楽活動

### ライブサポート
- 三浦大知
- 西野カナ
- 倖田來未
- SKY-HI
- w-inds.
- AK-69
- 宏実
- CIMBA
- 多和田えみ
- 千晴
- 村上佳佑
- 大知正紘
- 後藤真希
- MS.OOJA
- やなわらばー
- SOLIDEMO
- 唄人羽
- KREVA
- KICK THE CAN CREW
- 小西真奈美
- 滴草由実
- KYUHYUN(SUPER JUNIOR)
- ツートン青木
- JYJ
- Skoop On Somebody
- Tiara
- 柿原徹也
- 高野洸